# Nicsara hageni
Nicsara hageni är en insektsart som beskrevs av Carl August Dohrn 1905. Nicsara hageni ingår i släktet Nicsara och familjen vårtbitare. Inga underarter finns listade i Catalogue of Life.